# Селина Жэнь
Селина Жэнь (род. 31 октября 1981) — тайваньская певица, входящая в состав группы S.H.E. Настоящее имя — Жэнь Цзясюань (кит. трад. 任家萱, пиньинь Rén Jiāxuān).

Закончила Национальный тайваньский педагогический университет (кит. 國立臺灣師範大學) со степенью бакалавра в цивилистике.

## Карьера
8-го августа 2000 года HIM International Music объявило о начале конкурса «Универсальный конкурс красоты и таланта среди девушек 2000» (кит. 宇宙2000实力美少女争霸战), чтобы найти новых музыкантов, готовых с ними сотрудничать. 
Младшая сестра Селины, (Кими Жэнь) очень хотела попасть на конкурс, но была слишком молодой. Вместо неё в конкурсе участие приняла Селина.
В состязании участвовало около 1000 кандидатов. После множества туров осталось ровно 7 претендентов для финального раунда «Cruel Stage», в том числе и 3 члена S.H.E. После конкурса компания пригласила всех семерых кандидатов на прослушивание. Селина Жэнь фактически стала лидером этого состязания. Она обратила на себя внимание судей на первом этапе с песней Коко Ли «Before I Fall In Love» и вышла в финал с песней «The Closest Stranger». Все 3 будущих члена S.H.E совместно подписали контракт с HIM International Music.
Имя «Селина» первоначально имело 2 способа написания: Selina и Selena. Жэнь Цзясюань окончательно выбрала вариант «Selina» просто потому, что ей понравилась точка на «i».